# Fažana
Fažana (em italiano:  Fasana) é um município da Croácia, situado no condado da Ístria. Tem 13 km² de área e sua população em 2011 foi estimada em 3.569 habitantes.